# Llista de medallistes olímpics d'esquí acrobàtic
Aquesta és una llista dels medallistes olímpics d'esquí acrobàtic:

## Medallistes

### Categoria masculina

#### Bamps
| Edició                      | Or                 | Argent            | Bronze              |
| Albertville 1992 detalls    | Edgar Grospiron    | Olivier Allamand  | Nelson Carmichael   |
| Lillehammer 1994 detalls    | Jean-Luc Brassard  | Sergey Shupletsov | Edgar Grospiron     |
| Nagano 1998 detalls         | Jonny Moseley      | Janne Lahtela     | Sami Mustonen       |
| Salt Lake City 2002 detalls | Janne Lahtela      | Travis Mayer      | Richard Gay         |
| Torí 2006 detalls           | Dale Begg-Smith    | Mikko Ronkainen   | Toby Dawson         |
| Vancouver 2010 detalls      | Alexandre Bilodeau | Dale Begg-Smith   | Bryon Wilson        |
| Sotxi 2014 detalls          | Alexandre Bilodeau | Mikaël Kingsbury  | Alexandr Smyshlyaev |
| Pyeongchang 2018 detalls    | Mikael Kingsbury   | Matt Graham       | Daichi Hara         |

#### Salts acrobàtics
| Edició                      | Or                   | Argent            | Bronze           |
| Lillehammer 1994 detalls    | Andreas Schönbächler | Philippe LaRoche  | Lloyd Langlois   |
| Nagano 1998 detalls         | Eric Bergoust        | Sébastien Foucras | Dmitri Dasxinski |
| Salt Lake City 2002 detalls | Aleš Valenta         | Joe Pack          | Aleksei Grishin  |
| Torí 2006 detalls           | Han Xiaopeng         | Dmitri Dasxinski  | Vladimir Lebedev |
| Vancouver 2010 detalls      | Aleksei Grishin      | Jeret Peterson    | Liu Zhongqing    |
| Sotxi 2014 detalls          | Anton Kushnir        | David Morris      | Jia Zongyang     |
| Pyeongchang 2018 detalls    | Oleksandr Abramenko  | Jia Zongyang      | Ilya Burov       |

#### Camp a través
| Edició                   | Or                    | Argent             | Bronze         |
| Vancouver 2010 detalls   | Michael Schmid        | Andreas Matt       | Audun Grønvold |
| Sotxi 2014 detalls       | Jean-Frédéric Chapuis | Arnaud Bovolenta   | Jonathan Midol |
| Pyeongchang 2018 detalls | Brady Leman           | Marc Bischofberger | Sergey Ridzik  |

#### Migtub
| Edició                   | Or         | Argent        | Bronze        |
| Sotxi 2014 detalls       | David Wise | Mike Riddle   | Kevin Rolland |
| Pyeongchang 2018 detalls | David Wise | Alex Ferreira | Nico Porteous |

#### Slopstyle
| Edició                   | Or               | Argent        | Bronze                 |
| Sotxi 2014 detalls       | Joss Christensen | Gus Kenworthy | Nick Goepper           |
| Pyeongchang 2018 detalls | Øystein Bråten   | Nick Goepper  | Alex Beaulieu-Marchand |

### Categoria femenina

#### Bamps
| Edició                      | Or                      | Argent                  | Bronze                  |
| Albertville 1992 detalls    | Donna Weinbrecht        | Yelizaveta Kozhevnikova | Stine Lise Hattestad    |
| Lillehammer 1994 detalls    | Stine Lise Hattestad    | Elizabeth McIntyre      | Yelizaveta Kozhevnikova |
| Nagano 1998 detalls         | Tae Satoya              | Tatjana Mittermayer     | Kari Traa               |
| Salt Lake City 2002 detalls | Kari Traa               | Shannon Bahrke          | Tae Satoya              |
| Torí 2006 detalls           | Jennifer Heil           | Kari Traa               | Sandra Laoura           |
| Vancouver 2010 detalls      | Hannah Kearney          | Jennifer Heil           | Shannon Bahrke          |
| Sotxi 2014 detalls          | Justine Dufour-Lapointe | Chloé Dufour-Lapointe   | Hannah Kearney          |
| Pyeongchang 2018 detalls    | Perrine Laffont         | Justine Dufour-Lapointe | Yuliya Galysheva        |

#### Salts acrobàtics
| Edició                      | Or              | Argent           | Bronze            |
| Lillehammer 1994 detalls    | Lina Cheryazova | Marie Lindgren   | Hilde Synnøve Lid |
| Nagano 1998 detalls         | Nikki Stone     | Xu Nannan        | Colette Brand     |
| Salt Lake City 2002 detalls | Alisa Camplin   | Veronica Brenner | Deidra Dionne     |
| Torí 2006 detalls           | Evelyne Leu     | Li Nina          | Alisa Camplin     |
| Vancouver 2010 detalls      | Lydia Lassila   | Li Nina          | Guo Xinxin        |
| Sotxi 2014 detalls          | Alla Tsuper     | Xu Mengtao       | Lydia Lassila     |
| Pyeongchang 2018 detalls    | Hanna Huskova   | Zhang Xin        | Kong Fanyu        |

#### Camp a través
| Edició                   | Or                | Argent          | Bronze           |
| Vancouver 2010 detalls   | Ashleigh McIvor   | Hedda Berntsen  | Marion Josserand |
| Sotxi 2014 detalls       | Marielle Thompson | Kelsey Serwa    | Anna Holmlund    |
| Pyeongchang 2018 detalls | Kelsey Serwa      | Brittany Phelan | Fanny Smith      |

#### Migtub
| Edició                   | Or            | Argent         | Bronze          |
| Sotxi 2014 detalls       | Maddie Bowman | Marie Martinod | Ayana Onozuka   |
| Pyeongchang 2018 detalls | Cassie Sharpe | Marie Martinod | Brita Sigourney |

#### Slopstyle
| Edició                   | Or             | Argent           | Bronze       |
| Sotxi 2014 detalls       | Dara Howell    | Devin Logan      | Kim Lamarre  |
| Pyeongchang 2018 detalls | Sarah Hoefflin | Mathilde Gremaud | Isabel Atkin |